# Lières
Lières é uma comuna francesa na região administrativa de Altos da França, no departamento de Pas-de-Calais. Estende-se por uma área de 3,24 km². Em 2010 a comuna tinha 390 habitantes (densidade: 120,4 hab./km²).